# Bojan Jamina
Bojan Jamina (en serbio: Бојан Jaминa; Sarajevo, Yugoslavia; 5 de febrero de 1979 – Istočno Sarajevo, Bosnia y Herzegovina; 26 de diciembre de 2022) fue un futbolista bosnio que jugaba como centrocampista.

## Carrera

### Clubes
| Periodo   | Club                    |
| --------- | ----------------------- |
| 1997      | FK Željezničar Sarajevo |
| 1998      | FK Zvezdara             |
| 1998–2000 | FK Slavija Sarajevo     |
| 2000–2001 | OFK Beograd             |
| 2001–2002 | NK Olimpija Ljubljana   |
| 2001–2002 | → Triglav 2000 (cedido) |
| 2002–2003 | FK Kozara Gradiška      |
| 2003–2004 | FK Slavija Sarajevo     |
| 2004–2005 | NK Čelik Zenica         |
| 2005–2006 | FK Famos Vojkovići      |
| 2006–2011 | FK Slavija Sarajevo     |

### Selección nacional
Jugó para Bosnia sub-21 en 1999.

## Logros
- Copa de Bosnia y Herzegovina: 1

2008/09
- Copa de la República Sprska: 1

2007/08